# Rudolf Katzenberger
Rudolf Katzenberger (* 12. März 1912 in Rastatt; † 4. Dezember 1999 ebenda) war ein deutscher Koch, der mit seiner badischen Küche internationales Ansehen erlangte.

## Leben
Katzenberger führte das Restaurant Adler in der Josefstraße 7 in Rastatt in fünfter Generation als Katzenbergers Adler weiter. Es war schon in den 1960er Jahren ein herausragendes badisches Restaurant, das schon 1966 bei der Einführung des Michelinsterns in Deutschland ausgezeichnet wurde. Von 1971 bis 1972 arbeitete Vincent Klink bei Katzenberger als Kochlehrling. Er hält das Jahr bei Katzenberger als „meine entscheidende Kocherfahrung“ und bezieht seine „kochende Grundhaltung aus den Erfahrungen von damals“.
Katzenberger war Mitglied der Confrérie de la Chaîne des Rôtisseurs, einer internationalen Gemeinschaft von Küchenmeistern und Feinschmeckern. 1979 wurde er neben Arne Krüger einer der Mitbegründer des Rastatter Kreises (Chef International Vereinigung der Küchenchefs und Restaurateure in Deutschland), die „kulinarische Studienreisen in alle Welt“ unternahm, „um sich vor Ort über Erzeugung, Herstellung und Qualität von Produkten zu informieren“. Er war auch ein Mitbegründer des Gastronomieverbunds Romantik Hotels & Restaurants ähnlich dem französischen Pendant Relais & Châteaux. Dieser Verband entstand als Reaktion auf den Markteintritt von immer mehr ausländischen Hotelketten in Deutschland, da „die deutschen Hoteliers befürchteten, dass deutsche, bodenständige Häuser langsam verschwinden.“
1994 musste Katzenberger das Restaurant nach 170 Jahren im Familienbesitz verkaufen.
Er war mit der Gastwirtin Irmgard Katzenberger verheiratet. Im Raststatter Kreisarchiv befindet sich der Nachlass der Gastwirtsfamilie.

## Würdigung
„Seine Kochbuchsammlung war legendär, er schrieb auch selbst Artikel, viel und gut, allerdings interessierte ihn weniger das Rezepteverfassen als die Philosophie des Genießens und das Ausgraben alter badischer Rezepte. Er war ein glühender Patriot, befreundet mit dem Markgrafen von Baden, Hahn im Korb bei den Baden-Badener Galopprennen und ein geistvoller Salonlöwe. Von Anfang an schien er mich zu mögen und wurde so mein Mentor. Kontakt suchte er nicht nur zu den Gästen, sondern auch zu den Erzeugern und Lieferanten. Er pflegte eine ursprüngliche badische Landesküche, die Karte wechselte Tag für Tag, weil frisch vom Markt und äußerst knapp eingekauft wurde.“

## Publikationen
- mit Frieder Everke: Badische Küche. Eine Auslese aus dem beliebtesten Kochbuch des alten Grossherzogtums mit vielen Anregungen und eigenen Rezepten. Stadler Verlag, Konstanz 1981, ISBN 3-7977-0063-6.
- mit Ursula Fabian: Rudolf Katzenbergers feine deutsche Küche. Menüs und Rezepte vom Adlerwirt in Rastatt. Mosaik Verlag, München 1983, ISBN 3-570-06939-7.

## Auszeichnungen
- ab 1966: Ein Michelinstern
- Bundesverdienstkreuz 1. Klasse[11]
- 1971: Poêle d’Or [Goldene Pfanne] (als erster Deutscher)
- 1976: Goldene Pfeffermühle (verliehen von Klaus Besser)
- 1984: Ehrenbürger von Rastatt[1]